# Bougy-lez-Neuville
Bougy-lez-Neuville ist eine französische Gemeinde mit 156 Einwohnern (Stand: 1. Januar 2022) im Département Loiret in der Region Centre-Val de Loire. Sie gehört zum Arrondissement Orléans, ist Teil des Kantons Pithiviers und des Gemeindeverbandes La Forêt. Die Einwohner werden Belgiacobois genannt.

## Geografie
Bougy-lez-Neuville liegt 16 Kilometer nordöstlich von Orléans. Südlich des Ortes breitet sich der Forêt d’Orléans, ein etwa 150.000 Hektar großes Waldgebiet, aus. Umgeben wird Bougy-lez-Neuville von den Nachbargemeinden Villereau im Norden und Nordwesten, Neuville-aux-Bois im Norden und Osten, Loury im Osten und Südosten, Rebréchien im Süden sowie Saint-Lyé-la-Forêt im Westen.

## Bevölkerungsentwicklung
| 1962                       | 1968 | 1975 | 1982 | 1990 | 1999 | 2006 | 2018 |
| -------------------------- | ---- | ---- | ---- | ---- | ---- | ---- | ---- |
| 104                        | 93   | 95   | 148  | 180  | 177  | 170  | 160  |
| Quellen: Cassini und INSEE |      |      |      |      |      |      |      |

## Sehenswürdigkeiten
- Kirche Saint-Sulpice
- Butte Noire